# 急☆上☆Show!!
『急☆上☆Show!!』（きゅう じょう ショー）は、関ジャニ∞の楽曲。2009年11月4日にインペリアルレコードから10枚目のシングルとして発売された。

## 概要
- 前作『無責任ヒーロー』から約1年1ヶ月振りのリリース。
- CDは初回限定盤A・B、通常盤の3形態で発売。
- 表題曲「急☆上☆Show!!」は、"近未来ロックンロール"をテーマにビックバンドを従えた爽快なナンバーとなっている[10]。
  - 同曲は、KADOKAWA『dwango』のCMソングとしても起用された[10]。
  - 後に15thシングル『LIFE〜目の前の向こうへ〜』にて、同曲のリミックスバージョンが収録された。
- カップリングの「ひとつのうた」は、自身のライブツアー『関ジャニ∞ TOUR 2009 PUZZLE』のうち、2009年7月30日に開催された、大阪・京セラドーム大阪公演にて収録したファンのコーラスが入った楽曲である[11][注 1]。
  - 全形態共通で収録[11]。
- その他、通常盤のカップリングとして「Brilliant Blue」と「cinematic」を収録[11]。
- 初回限定盤には特典DVDを付属。
  - 初回限定盤Aには、表題曲「急☆上☆Show!!」のミュージック・ビデオを収録[11]。
    - シングル表題曲のMVがDVD化したのは4thシングル「∞SAKAおばちゃんROCK」以来6作振りであり、シングルの特典DVDに収録されるのは初である[注 2]。
    - 以降、完全生産限定盤の1形態のみで発売された11~13thシングル『GIFT』を除き、2021年9月現在全てのシングルにて、表題曲のMVが各シングルの特典DVDに収録されている。

  - 初回限定盤Bには、カップリング「ひとつのうた」のミュージック・ビデオ[注 3]を収録[11]。
    - シングルのカップリングのMVが制作されるのは初である。
- 2024年1月1日、デビュー20周年を記念し、過去にリリースされた全楽曲が各種音楽ダウンロードサービス、サブスクリプションサービスで配信されることに伴い、表題曲「急☆上☆Show!!」がベストアルバム『8EST』の収録曲、同年1月24日には同曲がアルバム『8UPPERS』の収録曲として配信開始され、同年1月31日には本作の全収録曲の配信も開始された[12][13][14]。

### 各形態概要
| 曲名           | 形態  | 形態  | 形態 |
| 曲名           | 初回A | 初回B | 通常 |
| -------------- | ----- | ----- | ---- |
| Brilliant Blue | ×     | ×     | ○    |
| cinematic      | ×     | ×     | ○    |
| ひとつのうた   | ○     | ○     | ○    |

| 特典内容                             | 形態        |
| ------------------------------------ | ----------- |
| 特典DVD（詳細は「#特典DVD」を参照）  | 初回限定盤A |
| 12Pブックレット（急☆上☆Show!! ver.） | 初回限定盤A |
| 特典DVD（詳細は「#特典DVD」を参照）  | 初回限定盤B |
| 12Pブックレット（ひとつのうた ver.） | 初回限定盤B |

## 販売形態
- 発売日：2009年11月04日
  - 初回限定盤A（TECI-810：CD+DVD）
    - 12Pブックレット（急☆上☆Show!! ver.）封入

  - 初回限定盤B（TECI-811：CD+DVD）
    - 12Pブックレット（ひとつのうた ver.）封入

  - 通常盤（TECI-812：CD）
- 発売日：2015年7月1日
  - 通常盤：再発売（JACA-5529：CD）
    - 自身の所属レコード会社を『テイチクエンタテインメント』から『INFINITY RECORDS』へ移籍したため、INFINITY RECORDSより再発売。
- 発売日：2019年7月12日
  - 通常盤：十五催ハッピープライス盤（JSNC-1510：CD）
    - 自身の配信アプリ『関ジャニ∞アプリ』対応のため、15%オフでの再発売。
- 発売日：2024年1月31日
  - 配信作品
    - デビュー20周年を記念した音楽ダウンロードサービスおよびサブスクリプションサービスでの配信[12][13][14]。

## チャート成績

### シングルチャート順位
- オリコンチャート
  - 初週27.2万枚を売り上げ、2009年11月16日付の「オリコン週間 CDシングルランキング」で週間1位を獲得した[1]。
    - 6作連続、通算7作目のシングル1位獲得となった。

  - 2009年11月度「オリコン月間 CDシングルランキング」で月間2位を獲得した。
  - 累計299,246枚を売り上げ、2009年度「オリコン年間 CDシングルランキング」で年間10位を獲得した[2]。
- Billboard JAPAN
  - 2009年11月11日公開の「Billboard Japan Top Singles Sales」で週間1位を獲得した[4]。
  - 2009年度「Billboard Japan Top Singles Sales Year End」で年間14位を獲得した[5]。

### 各曲チャート順位
- Billboard JAPAN
  - 2009年11月11日公開の「Billboard Japan Hot 100」で表題曲「急☆上☆Show!!」が週間1位を獲得した[3]。

## 収録曲

### CD
※は通常盤・配信作品のみ収録。
1. 急☆上☆Show!! - [4:32]
作詞・作曲：TAKESHI
編曲：久米康隆、TAKESHI
ブラスアレンジ：YOKAN
  - KADOKAWA『dwango』CMソング[10]
2. Brilliant Blue - [4:21] ※
作詞・作曲・編曲：葉山拓亮
3. cinematic - [4:33] ※
作詞・作曲：マシコタツロウ
編曲：野間康介
4. ひとつのうた - [5:33]
作詞・作曲・編曲：大西省吾
  - タイトルはメンバーの渋谷すばるが名付けた。
5. 急☆上☆Show!! (オリジナル・カラオケ) ※
6. Brilliant Blue (オリジナル・カラオケ) ※
7. cinematic (オリジナル・カラオケ) ※
8. ひとつのうた (オリジナル・カラオケ) ※

### 特典DVD

#### 初回限定盤A
| #         | タイトル                     | 作詞 | 作曲・編曲 | 時間 |
| --------- | ---------------------------- | ---- | ---------- | ---- |
| 1.        | 「急☆上☆Show!!」(Music Clip) |      |            | 5:25 |
| 合計時間: | 合計時間:                    | 5:25 |            |      |

#### 初回限定盤B
| #         | タイトル                     | 作詞  | 作曲・編曲 | 時間  |
| --------- | ---------------------------- | ----- | ---------- | ----- |
| 1.        | 「ひとつのうた」(Music Clip) |       |            | 15:51 |
| 合計時間: | 合計時間:                    | 15:51 |            |       |

## 参加ミュージシャン
※アルバム『8UPPERS』のクレジットより。
急☆上☆Show!!
- E.Guitar：TAKESHI
- Piano：ヤンシー
- Trumpet：YOKAN
- Trumpet：五反田靖
- Trumpet：斎藤幹雄
- Trumpet：遠山拓志
- Trombone：工藤隆
- Trombone：井上昇
- Trombone：フジイヒロキ
- Bass.Trombone：宮内岳太郎
- Alto.Sax：包国充
- Alto.Sax：村瀬和広
- Tenor.Sax：エリック笠原
- Tenor.Sax：佐藤公彦
- Baritone.Sax：阿部剛
- all other instruments：久米康隆

## 収録作品

### アルバム
急☆上☆Show!!
- 4thアルバム『8UPPERS』
- 1stベストアルバム『8EST』

### シングル
急☆上☆Show!!
- 15thシングル『LIFE〜目の前の向こうへ〜』（通常盤）

※リミックス音源を収録。
- 24thシングル『涙の答え』（通常盤 初回プレス分）

※リミックス音源のメドレーの1曲として収録。

### 映像作品

#### ライブ映像
急☆上☆Show!!
- 6thライブDVD『COUNTDOWN LIVE 2009-2010 in 京セラドーム大阪』
- 7thライブDVD/Blu-ray『KANJANI∞ LIVE TOUR 2010→2011 8UPPERS』
- 8thライブDVD/Blu-ray『KANJANI∞ 五大ドームTOUR EIGHT×EIGHTER おもんなかったらドームすいません』
- 1stベストアルバム『8EST』（初回限定盤A 特典DVD）
- 9thライブDVD/Blu-ray『KANJANI∞ LIVE TOUR!! 8EST 〜みんなの想いはどうなんだい?僕らの想いは無限大!!〜』
- 10thライブDVD/Blu-ray『KANJANI∞ LIVE TOUR JUKE BOX』（Blu-ray盤）
- 14thライブDVD/Blu-ray『関ジャニ∞の元気が出るLIVE!!』
- 16thライブDVD/Blu-ray『関ジャニ'sエイターテインメント』
- 19thライブDVD/Blu-ray『十五祭』
- 21stライブDVD/Blu-ray『KANJANI∞ STADIUM LIVE 18祭』
- 22ndライブBlu-ray/DVD『KANJANI∞ DOME LIVE 18祭』（初回限定盤A 特典Blu-ray/DVD）
- 24thライブBlu-ray/DVD『超DOME TOUR 二十祭』

Brilliant Blue
- 6thライブDVD『COUNTDOWN LIVE 2009-2010 in 京セラドーム大阪』

cinematic
- 6thライブDVD『COUNTDOWN LIVE 2009-2010 in 京セラドーム大阪』

ひとつのうた
- 5thライブDVD『TOUR 2∞9 PUZZLE』（∞show ドキュメント盤 特典DVD）
- 6thライブDVD『COUNTDOWN LIVE 2009-2010 in 京セラドーム大阪』
- 7thライブDVD/Blu-ray『KANJANI∞ LIVE TOUR 2010→2011 8UPPERS』
- 1stベストアルバム『8EST』（初回限定盤A 特典DVD）
- 9thライブDVD/Blu-ray『KANJANI∞ LIVE TOUR!! 8EST 〜みんなの想いはどうなんだい?僕らの想いは無限大!!〜』
- 19thライブDVD/Blu-ray『十五祭』
- 22ndライブBlu-ray/DVD『KANJANI∞ DOME LIVE 18祭』
- 23rdライブBlu-ray/DVD『超ARENA TOUR 2024 SUPER EIGHT』（完（CAN）全生産限定盤 特典Blu-ray/DVD）